# Pogonostoma
Pogonostoma is een geslacht van kevers uit de familie van de loopkevers (Carabidae). De wetenschappelijke naam van het geslacht is voor het eerst geldig gepubliceerd in 1835 door Johann Christoph Friedrich Klug.

## Soorten
Het geslacht Pogonostoma omvat de volgende soorten:
- Pogonostoma abadiei Rivalier, 1965
- Pogonostoma affine W.Horn, 1893
- Pogonostoma alluaudi W.Horn, 1898
- Pogonostoma andranobense Moravec, 2007
- Pogonostoma andreevae J.Moravec, 2007
- Pogonostoma andrei J..Moravec, 1999
- Pogonostoma angustum Fleutiaux, 1902
- Pogonostoma ankaranense Deuve, 1986
- Pogonostoma anthracinum (Castelnau & Gory, 1835)
- Pogonostoma atrorotundatum W.Horn, 1934
- Pogonostoma aureovirescens J.Moravec, 2007
- Pogonostoma basale Fleutiaux, 1899
- Pogonostoma basidilatatum W.Horn, 1909
- Pogonostoma beananae Rivalier, 1963
- Pogonostoma brevicorne W.Horn, 1898
- Pogonostoma brullei Castelnau & Gory, 1837
- Pogonostoma caeruleum (Castelnau & Gory, 1835)
- Pogonostoma chalybaeum klug, 1835
- Pogonostoma comptum Rivalier, 1970
- Pogonostoma cyanescens klug, 1835
- Pogonostoma cylindricum Fleutiaux, 1899
- Pogonostoma delphinense Jeannel, 1946
- Pogonostoma densepunctatum Rivalier, 1970
- Pogonostoma densisculptum Moravec, 2003
- Pogonostoma deuvei J..Moravec, 2000
- Pogonostoma differens Cassola & Andriamampianina, 2001
- Pogonostoma dohnali J..Moravec, 2000
- Pogonostoma dolini J.Moravec, 2007
- Pogonostoma elegans (Brulle, 1834)
- Pogonostoma excisoclavipenis W.Horn, 1934
- Pogonostoma externospinosum W.Horn, 1927
- Pogonostoma fabiocassolai J.Moravec, 2003
- Pogonostoma flavomaculatum W.Horn, 1892
- Pogonostoma flavopalpale Jeannel, 1946
- Pogonostoma fleutiauxi W.Horn, 1905
- Pogonostoma geniculatum Jeannel, 1946
- Pogonostoma gibbosum Rivalier, 1970
- Pogonostoma gladiator W.Horn, 1934
- Pogonostoma globicolle Rivalier, 1970
- Pogonostoma globulithorax Jeannel, 1946
- Pogonostoma hamulipenis W.Horn, 1934
- Pogonostoma heteropunctatum Moravec, 2000
- Pogonostoma hirofumii J.Moravec, 2003
- Pogonostoma horni Fleutiaux, 1899
- Pogonostoma hornl Fleutiaux, 1899
- Pogonostoma humbloti Rivalier, 1970
- Pogonostoma impressum Rivalier, 1970
- Pogonostoma inerme Jeannel, 1946
- Pogonostoma infimum Rivalier, 1970
- Pogonostoma janvybirali J.Moravec, 2007
- Pogonostoma juergenwiesneri J.Moravec, 2007
- Pogonostoma kraatzi W.Horn, 1894
- Pogonostoma laportei W.Horn, 1900
- Pogonostoma laporti W.Horn, 1900
- Pogonostoma levigatum W.Horn, 1908
- Pogonostoma levisculptum W.Horn, 1934
- Pogonostoma litigiosum Rivalier, 1970
- Pogonostoma longicolle Jeannel, 1946
- Pogonostoma maculicorne W.Horn, 1934
- Pogonostoma majunganum Jeannel, 1946
- Pogonostoma malleatum Rivalier, 1970
- Pogonostoma mathiauxi Jeannel, 1946
- Pogonostoma meridionale Fleutiaux, 1899
- Pogonostoma microtuberculatum W.Horn, 1934
- Pogonostoma minimum Fleutiaux, 1899
- Pogonostoma mocquerysi Fleutiaux, 1899
- Pogonostoma moestum Rivalier, 1970
- Pogonostoma nigricans Klug, 1835
- Pogonostoma ovicolle W.Horn, 1893
- Pogonostoma pallipes Rivalier, 1970
- Pogonostoma parallelum W.Horn, 1909
- Pogonostoma parexiguum J.Moravec, 2000
- Pogonostoma parvulum Rivalier, 1970
- Pogonostoma perexiguum Moravec, 2000
- Pogonostoma perrieri Fairmaire, 1900
- Pogonostoma perroti Rivalier, 1970
- Pogonostoma peyrierasi Rivalier, 1970
- Pogonostoma phalangioide Rivalier, 1970
- Pogonostoma pliskai J.Moravec, 2000
- Pogonostoma praetervisum J.Moravec, 2005
- Pogonostoma propinquum Rivalier, 1970
- Pogonostoma propripenis J.Moravec, 2000
- Pogonostoma pseudoinerme J.Moravec, 2000
- Pogonostoma pseudominimum W.Horn, 1934
- Pogonostoma pusillum Castelnau & Gory, 1837
- Pogonostoma ranomafanense J.Moravec, 2007
- Pogonostoma rivalieri J.Moravec, 2005
- Pogonostoma rufidens Rivalier, 1970
- Pogonostoma rufomaxillaris Cassola & Andriamampianina, 1998
- Pogonostoma rugosiceps Rivalier, 1970
- Pogonostoma rugosoglabrum W.Horn, 1923
- Pogonostoma sambiranense Rivalier, 1965
- Pogonostoma sawadai J.Moravec, 2007
- Pogonostoma schaumi W.Horn, 1893
- Pogonostoma septentrionale Fleutiaux, 1903
- Pogonostoma sericeum Klug, 1835
- Pogonostoma sicardi W.Horn, 1927
- Pogonostoma sikorai W.Horn, 1894
- Pogonostoma simile Jeannel, 1946
- Pogonostoma simplex W.Horn, 1905
- Pogonostoma skrabali J.Moravec, 2000
- Pogonostoma spinipenne Castelnau & Gory, 1837
- Pogonostoma srnkai W.Horn, 1893
- Pogonostoma subgibbosum Moravec, 2000
- Pogonostoma subtile W.Horn, 1904
- Pogonostoma subtiligrossum W.Horn, 1934
- Pogonostoma sudiferum Rivalier, 1965
- Pogonostoma surdum Rivalier, 1970
- Pogonostoma tortipenis W.Horn, 1934
- Pogonostoma vadoni Jeannel, 1946
- Pogonostoma vestitum Fairmaire, 1900
- Pogonostoma violaceolevigatum W.Horn, 1927
- Pogonostoma violaceum Fleutiaux, 1902
- Pogonostoma viridipenne Jeannel, 1946
- Pogonostoma vybirali J.Moravec, 2000
- Pogonostoma wiesneri J.Moravec, 2003
- Pogonostoma zasterai J.moravec, 2003